# Sorex nanus
Sorex nanus (musaraña enana)  es una especie de musaraña de la familia Soricidae.

## Distribución geográfica
Es endémica de Arizona, Colorado, Montana, Nebraska, Nuevo México, Dakota del Sur, Utah y Wyoming en los Estados Unidos.